# Egységekkel felszerelt űrszonda

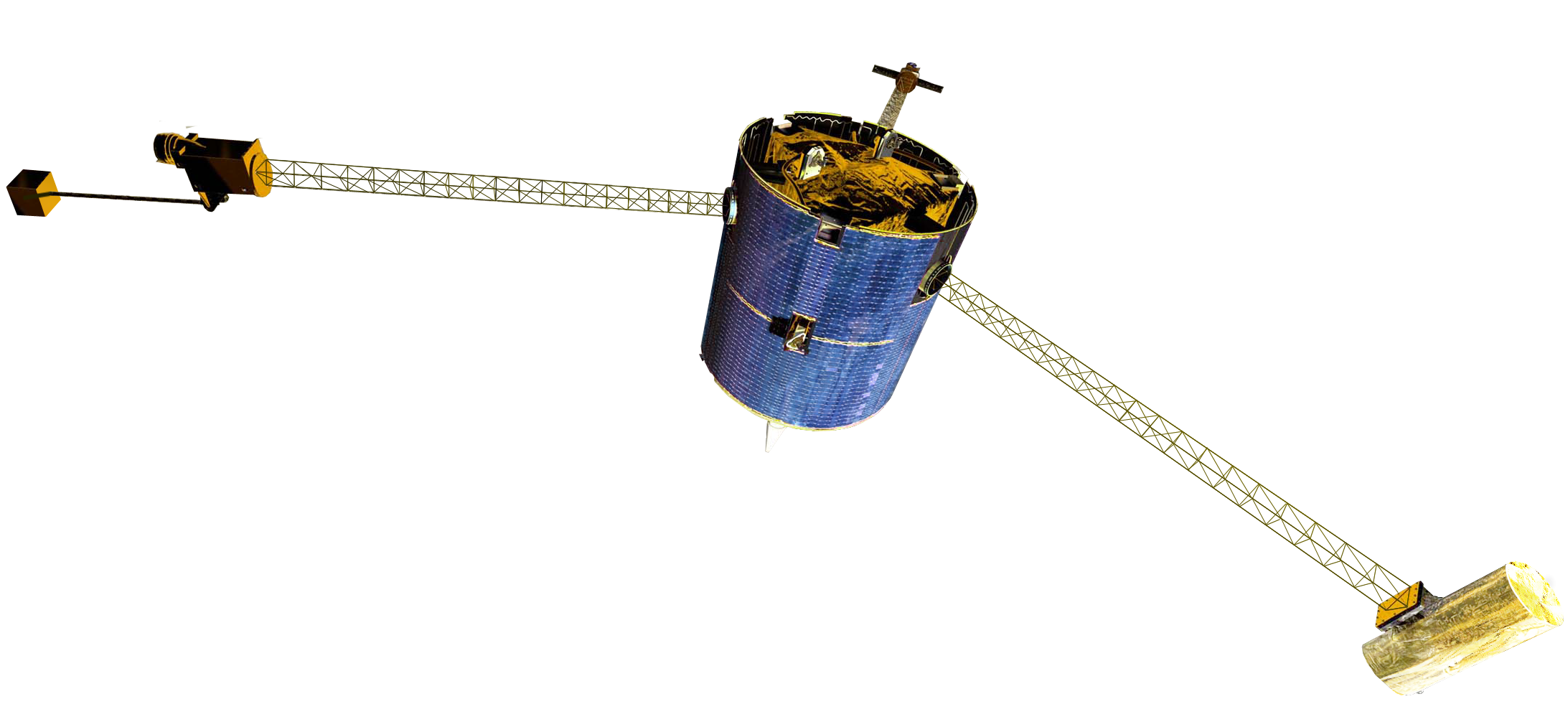
A Lunar prospector űrszonda keringő egysége

Néhány űrszonda két vagy több egységből áll. Létezik keringő- és leszállóegység. Vannak olyan űrszondák is, melyeknek több egysége – akár 4 vagy öt – is lehet.

## Keringő egység

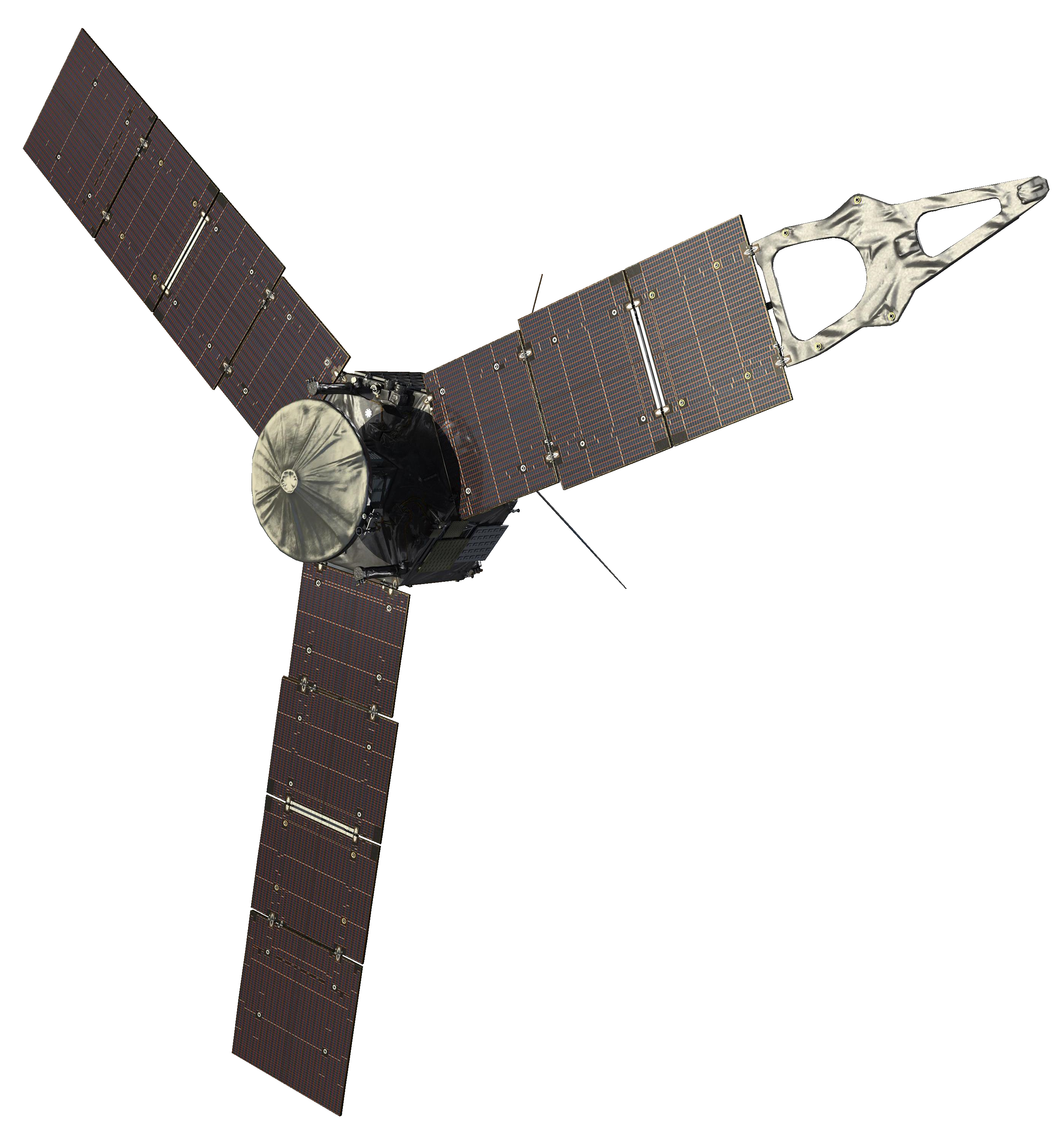
A Juno keringő egysége a Jupiter körül kering. Ez az űrszonda csak keringő egységből áll

A keringő egység egy bolygó vagy hold körül keringő űrszonda. Legtöbb keringő egység mellett még található egy leszállóegység is. A legtöbb keringő egység a Mars körül kering. A keringő egység nem nagy viszont már legtöbb hordozza a napelemeket, amelyek az egységnél is nagyobbak. A Viking űrszondának volt például egy igen nagy jelentőségű keringő egysége. Most például a Juno űrszondának van olyan keringő egysége, amely egy teljes űrszondát képez.

## Leszállóegység
A leszállóegység landol egy bolygó vagy hold felszínén. A leszállóegységek a keringő egységekből válnak le. Ezek az egységek általában rowereket vagy csak pár műszert szállítanak. A Viking űrszondának a leszállóegysége is igen híres volt nem csak a keringő egység. Mind a két Viking szonda nagyjából egyformán nézett ki. A leszállóegység négy lábával ért le, amelyek zuhanás közben kinyíltak. A leszállóegységek leszálláskor általában lábakkal szálnak le a bolygó vagy hold felszínére. A Cassini űrszondáról leváló Huygnes leszállóegység a Titánon landolt. Mivel a Titánnak vastag a légköre a leszállóegység ejtőernyőkkel esett le.

## Két egységből álló szondák
A legtöbb űrszonda, amely a Mars körül kering, két egységből áll: a leszállóegységből és a keringő egységből, mint azok az előző szövegeken láthatóak voltak. Ez a két egység vagy landol vagy kering a bolygó körül. A két egységből álló Viking űrszonda volt a legjelentősebb.

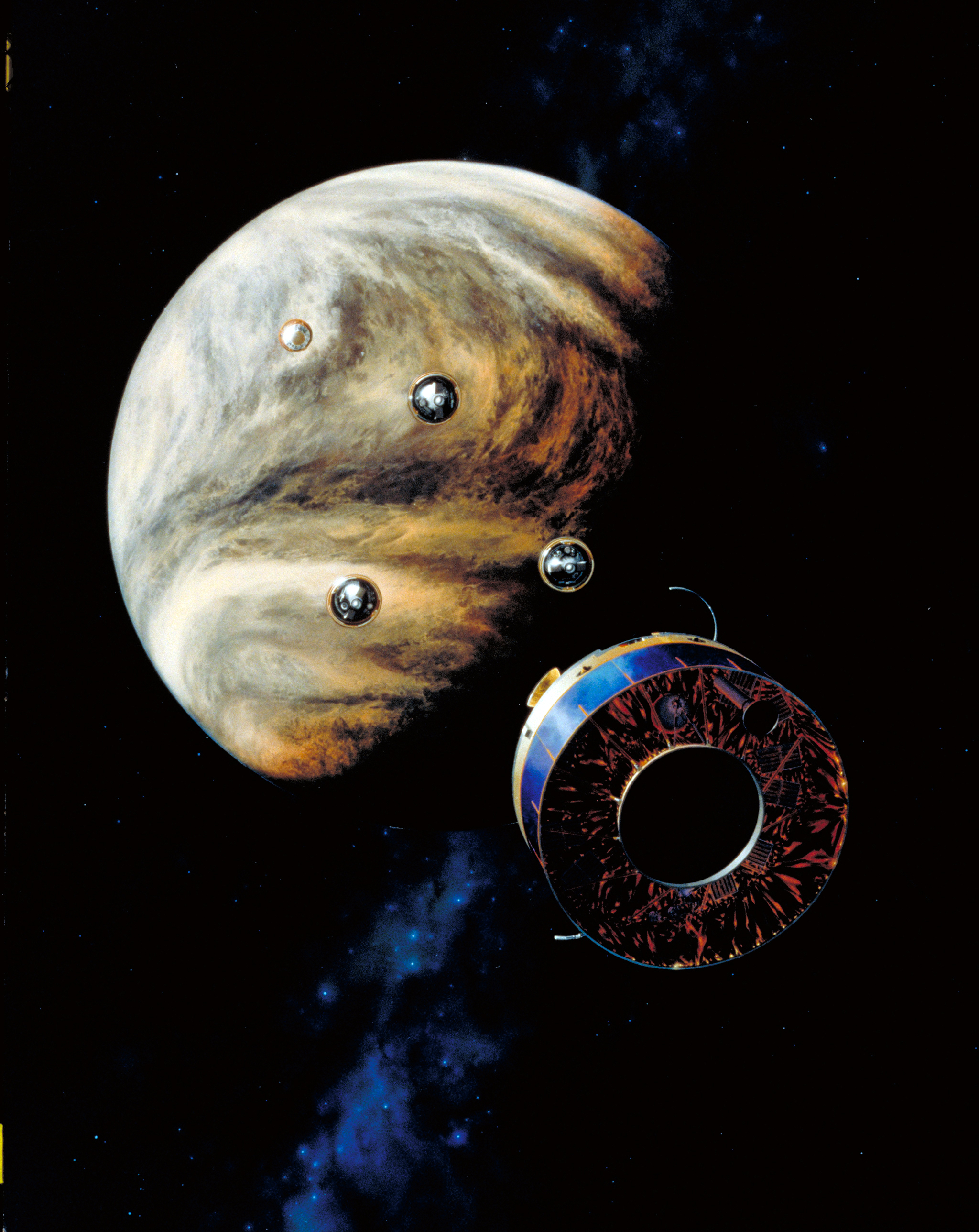
A Pioneer Venus Multiprobe űrszonda 4 egysége a Vénusz légkörébe csapódik

## Több egységből álló szondák
A több egységből álló szondák olyanok, amelyek három, vagy akár 4-5 egységből is állhatnak. Az ilyen űrszonda nagyon kevés. Az egyik ilyen űrszonda volt a Pioneer Venus Multiprobe, amely 4 egységet eresztett a Vénusz légkörébe, hogy megmérje annak hőmérsékletét és összetételét. Még több űrszonda állt több egységből.